# Neevklidska geometrija
Neevklidska geometrija je geometrija, ki sloni na drugačnih aksiomih kot običajna evklidska geometrija. Zaradi drugačnih aksiomov so seveda tudi druge lastnosti geometrijskih objektov v neevklidski geometriji drugačne kot v evklidski.
Izraz neevklidska geometrija ne pomeni ene same točno določene geometrije. Obstaja več različnih neevklidskih geometrij, ki slonijo na različnih aksiomatskih sistemih, najbolj znana pa je geometrija Lobačevskega, ki se imenuje tudi hiperbolična geometrija.

## Aksiom o vzporednici
Evklid je v svoji knjigi Elementi zapisal znameniti peti postulat, ki je bolj znan v poenostavljeni obliki kot aksiom o vzporednici:
Skozi dano točko T, ki ne leži na premici p, poteka točno ena vzporednica k premici p.
Različni matematiki so večkrat v zgodovini poskušali ta aksiom izpeljati iz ostalih aksiomov (in s tem dokazati, da je kot aksiom nepotreben), a jim ni uspelo. Nekateri so prišli tudi na misel, da poskusijo dokaz s protislovjem: izhajali so iz negacije tega aksioma in pričakovali, da bodo prišli do protislovja. A protislovja ni bilo.
Nekateri matematiki so iz negacije aksioma o vzporednici izpeljali tudi zelo zanimive izsledke, a si niso znali prav razlagati pomena dobljenih rezultatov. Med njimi velja omeniti nekaj znanih imen: Ibn al-Haitam (11. stoletje), Omar Hajam (12. stoletje), Nasir at-Tusi (13. stoletje), Giovanni Girolamo Saccheri (18. stoletje).

### Hiperbolična geometrija
Nikolaj Ivanovič Lobačevski je bil prvi, ki si je upal na glas trditi, da ti izsledki predstavljajo novo geometrijo, ki se z evklidsko geometrijo ne sklada, sama v sebi pa ni protislovna. Geometrija Lobačevskega (imenovana tudi hiperbolična geometrija) temelji na spremenjenem aksiomu o vzporednici:
Skozi dano točko T, ki ne leži na premici p, poteka več kot ena vzporednica k premici p.
Vsi ostali aksiomi so enaki kot za evklidsko geometrijo.
Približno istočasno kot Lobačevski (malo pred letom 1830), je hiperbolično geometrijo odkril in objavil tudi János Bolyai, zato to geometrijo imenujemo tudi Bolyai-Lobačevskijeva geometrija. Ko je Carl Friedrich Gauss prebral Bolyaijeve izsledke, je pisal Bolyaiju, da je tudi sam že prišel do istih ugotovitev, vendar pa ni imel dovolj poguma, da bi jih objavil. Ne glede na to v Gaussovi zapuščini ni ohranjena izčrpna obdelava neevklidske geometrije, zato se Gaussa po navadi ne šteje za enega od očetov neevklidske geometrije. 
Nekaj zanimivih lastnosti, ki veljajo v hiperbolični geometriji:
- Skozi dano točko T, ki ne leži na premici p, poteka neskočno mnogo vzporednic k premici p. Vzporednice, ki potekajo skozi T, sestavljajo šop omejen z dvema premicama.
- Vsota kotov v poljubnem trikotniku je manjša od 180°. Odstopanje od 180° imenujemo defekt trikotnika.
- Ploščina trikotnika je premosorazmerna z defektom – večji trikotnik ima tudi večji defekt. Posledično ploščina trikotnika ne more biti poljubno velika (ploščina največjega možnega trikotnika je seveda odvisna od izbire enot, zato je ne moremo navesti).
- Vzporednici nista povsod enako oddaljeni ena od druge. Množica ravninskih točk, ki so enako oddaljene od dane premice p, ni premica pač pa krivulja.

V prvih desetletjih po objavi sta Lobačevski in Bolyai naletela na velik odpor in nerazumevanje, šele dosti pozneje pa so tudi drugi matematiki spoznali, da je hiperbolična geometrija sama po sebi neprotislovna in da bi bila zato lahko pravilni opis sveta okoli nas.

### Eliptična geometrija
Leta 1854 je Bernhard Riemann predstavil svoje ideje: v znamenitem predavanju je predstavil svoje poglede na geometrijo mnogoterosti. Predstavil je celo množico neevklidskih geometrij, ki so povezane z Riemannovo metriko. Osnova teh geometij je eliptična geometrija, ki se po njem imenuje tudi Riemannova geometrija.
Eliptično geometrijo dobimo, če aksiom o vzporednici spremenimo ravno nasprotno kot sta to storila Lobačevski in Bolyai:
Skozi dano točko T, ki ne leži na premici p, ne poteka nobena vzporednica k premici p.
Ostali aksiomi eliptične geometrije so enaki kot pri evklidski geometriji.
Nekaj zanimivih lastnosti eliptične geometrije:
- Vzporednic ni. Premici, ki ležita v isti ravnini se vedno tudi sekata.
- Premice imajo končno dolžino (dolžina je seveda odvisna od izbire enot, zato je ne moremo navesti).
- Vsota kotov v poljubnem trikotniku je vdno večja od 180°. Odstopanje od 180° imenujemo defekt trikotnika.
- Ploščina trikotnika je premosorazmerna z defektom - večji trikotnik ima tudi večji defekt. Ploščina trikotnika ne more biti poljubno velika.

### Primerjava treh geometrij
Pri zgornji sliki je komentar vsakega normalnega človeka približno takle: "Saj je vendar očitno, da se taki premici v resničnem svetu niti ne razhajata, niti ne približujeta!" Ta komentar temelji na običajnih vsakdanjih predstavah. Vendar pa imamo v običajnem vsakdanjem življenju vedno opravka samo s »premicami«, ki so dolge le nekaj centimetrov. Skoraj nikoli nimamo opravka s »premicami« dolgimi več metrov ali več kilometrov.
Zgornja slika je seveda očitno pretirana. Pa si mislimo, da bi se premici, ki imata skupno pravokotnico (tako kot na zgornji sliki), na razdalji milijon kilometrov druga drugi približali ali (oddaljili) za nekaj milimetrov. Tako majhno odstopanje si težko predstavljamo, izmeriti pa ga sploh ni mogoče, globalno pa bi to pomenilo, da geometrija vesolja ni evklidska. V okviru običajnih geometrijskih postopkov na Zemlji bi bilo odstopanje od evklidske geometrije tako majhno, da tega ne bi niti opazili, v vesoljskem merilu pa bi bila lahko geometrija hiperbolična (ali eliptična). 
Na podlagi meritev opravljenih na Zemlji do zdaj še nikomur ni uspelo določiti, katera od geometrij v realnem svetu dejansko velja. Gauss je poskusil to ugotoviti z merjenjem kotov v trikotniku, ki ga oblikujejo trije gorski vrhovi v Nemčiji (Hoher Hagen, Brocken in Inselberg), vendar mu ni uspelu določiti, ali je vsota kotov večja, manjša ali enaka 180°. Pri merjenju si je pomagal s heliotropom, ki ga je izumil sam.
Zdaj velja v matematiki pravilo, da se za vse »normalne« račune v zemeljskem merilu uporablja evklidsko geometrijo. Pri preučevanju vesolja pa kozmologija upošteva možnost, da je geometrija prostora lahko tudi hiperbolična ali eliptična. Vrsta geometrije namreč precej vpliva na tolmačenje rezultatov meritev v vesoljskem merilu.

## Splošne geometrije
Pozornost drugih matematikov ni bila usmerjena toliko na aksiome, pač pa so jih bolj zanimale preslikave. 
Leonhard Euler je preučeval afine preslikave in postavil temelje afine geometrije, Gérard Desargues in Jean-Victor Poncelet pa sta to razširila v projektivno geometrijo. 
Arthur Cayley je opazil, kako lahko v širšem okvirju projektivne geometrije definiramo evklidsko metriko in tako ustvaril model evklidske geometrije v projektivni geometriji. Njegovo delo je nadaljeval in temeljito dopolnil Felix Christian Klein. Svoje ideje je razložil v nastopnem predavanju, ko je leta 1872 postal profesor na univerzi v Erlangenu. Predavanje so pozneje poimenovali »Erlangenski program«. V tem predavanju je predstavil idejo, da je bistvo vsake geometrije grupa preslikav, ki v tej geometriji določajo skladnost (v evklidski geometriji skladnost določajo togi premiki). Študij določene geometrije je študij količin, ki se pri teh preslikavah ne spreminjajo - so invariante dane grupe preslikav. Iz tega izhaja cela množica različnih geometrij, ki jih danes imenujemo Cayley-Kleinove geometrije. Delijo se na devet poglavitnih tipov - tri med njimi so eliptična, hiperbolična in običajna evklidska geometrija. Med ostalimi šestimi velja posebej omeniti geometrijo Minkowskega, ki igra pomembno vlogo v Posebni teorija relativnosti.